# 7,5 mm GP 90
Die 7,5 mm GP 90 ist eine 1890 in der Schweizer Armee eingeführte Gewehrpatrone.

## Ausführungen
Sie wurde von Eduard Rubin entwickelt und für die Schmidt-Rubin-Gewehre der Modellreihe 1889 verwendet. Sie war die erste von der Schweizer Armee verwendete Patrone mit rauchschwachem Pulver.
Das Geschoss der Patrone GP 90 war ein Bleigeschoss mit Stahlkappe. Es gab Bleigeschosse, deren freiliegender Teil zum Schutz vor Korrosion mit Papier umwickelt war. Die Ausführung GP 90/03 enthielt einen nicht-korrosiven, quecksilberfreien Zündsatz. Die GP 90/23 wurde für die Verwendung in Waffen der Kaliber 7,5 mm GP 90 und 7,5 × 55 mm Swiss (GP 11) entwickelt.

## Andere Bezeichnungen
Die Gewehrpatrone 90 besitzt keine international einheitliche Kennzeichnung, da die Patrone vor der Gründung der C.I.P. (1914) und auch der SAAMI (1929) entworfen wurde und für eine nachträgliche Richtlinie, für diese bereits am Anfang des 20. Jahrhunderts veraltete schweizerische Militärpatrone, keine Notwendigkeit mehr bestand.
- GP 90 (Gewehrpatrone 90 – nicht zu verwechseln mit der schweizerischen Gw Pat 90 im Kaliber 5,56 × 45 mm von 1990)
- Gewehrpatrone Ordonnanz 1889
- GP 1890
- 7,5 × 53,5 mm
- 7,5 × 54,5 mm
- 7,5 mm Schmidt-Rubin GP 90